# Queerpanorama
Queerpanorama ist ein Spielfilm von Jun Li aus dem Jahr 2025.

## Handlung
Im Mittelpunkt der Geschichte steht ein schwuler Mann, der sich zu Sex-Dates verabredet. Bei jedem weiteren One-Night-Stand imitiert er jeweils seine vorherigen Sexualpartner. Durch das Schlüpfen in verschiedene Rollen ist der Mann mit sich im Reinen.

## Veröffentlichung
Die Weltpremiere erfolgt am 15. Februar 2025 im Rahmen der 75. Internationalen Filmfestspiele Berlin (Berlinale). Dort wurde das Werk in die Sektion Panorama aufgenommen. Die Aufführung auf der Berlinale nutzte der Regisseur, um eine Rede des Schauspielers Erfan Shekarriz zu verlesen. In dieser wird Israel als „brutaler Siedlerkolonialstaat“ bezeichnet und dem Land die Verübung eines Genozids vorgeworfen. Die Rede endet mit der Parole „From the River to the Sea“. Der Polizeiliche Staatsschutz des Landeskriminalamts Berlin ermittelt wegen des Vorfalls.